# Stampa (arte)

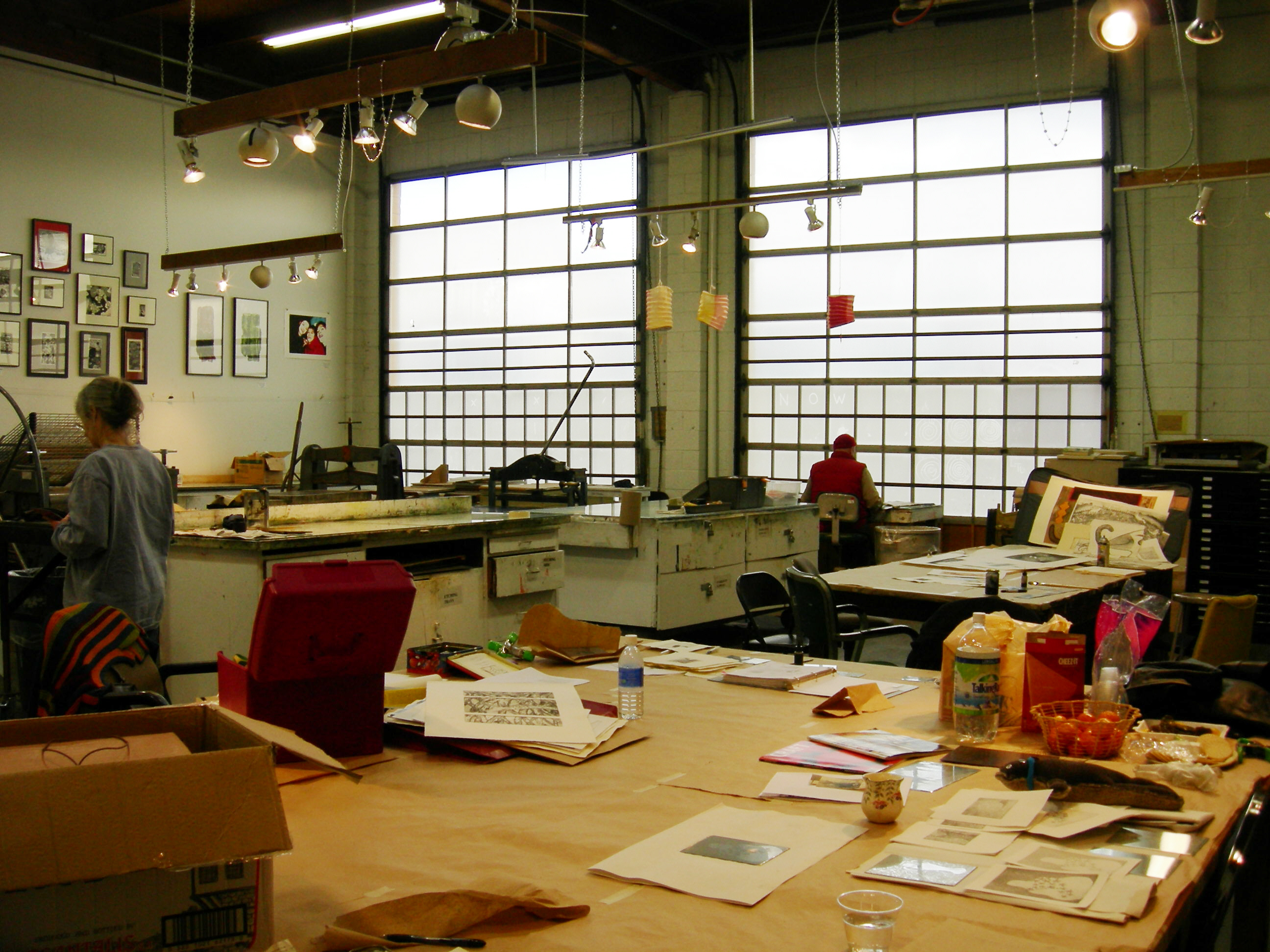
Un laboratorio di stampe artistiche, Pratt Fine Arts Center, Seattle.

La stampa d'arte o stampa artistica è la tecnica con la quale vengono prodotte o riprodotte opere d'arte mediante l'utilizzo del processo di stampa, specialmente su carta.
Con l'eccezione del monotipo, una tecnica di stampa capace di produrre multipli dello stesso soggetto ma differenti tra loro, ogni esemplare non è da considerarsi una copia ma un originale, dato che non è una riproduzione di un'altra composizione. Per contro, la pittura o il disegno creano un'opera originale unica. Le stampe artistiche vengono prodotte attraverso una sola superficie originale, ovvero una matrice. I tipi più comuni di matrici includono placche di metallo, di solito rame o zinco, usate nell'incisione o nell'acquaforte; pietra, usata nella litografia; blocchi di legno per la xilografia; linoleum per la linoleografia e vari tessuti per la serigrafia; scanner e macchine digitali professionali da cui viene digitalizzata la matrice per le stampe Giclée. Le opere stampate dalla stessa matrice creano una edizione; in tempi moderni ogni opera della stessa edizione viene generalmente firmata e numerata per formare una edizione limitata. Una stampa può anche essere il risultato di varie tecniche combinate tra loro.

## Colore
Il colore viene applicato in vari modi. Spesso, nelle tecniche come l'acquaforte, la serigrafia, la xilografia, la linoleografia, viene applicato sia utilizzando più placche, blocchi di legno o telai ovvero varie matrici, sia attraverso un approccio riduzionista.
Nel primo caso, ogni matrice viene usata per produrre un singolo colore, che viene applicato in una particolare sequenza e solo in particolari punti; l'immagine finale sarà data quindi dall'unione dei vari colori, applicati ogni volta con una matrice per ogni colore. Ad esempio, nella tecnica serigrafica, per avere una stampa composta da quattro colori, vengono usate quattro matrici (telai serigrafici), una per colore. Ogni colore andrà ad interagire con gli altri, quindi vanno separati, facendo attenzione che non si sovrappongano. Generalmente vengono prima applicati i colori chiari e successivamente quelli scuri.
L'approccio riduzionista consiste invece nell'iniziare il processo di stampa del colore con una sola matrice priva di incisioni o quasi; questa tecnica è applicata specialmente nella linoleografia e nella xilografia. La matrice (in questo caso un blocco di legno o un foglio di linoleum), inizialmente liscia o con lievi incisioni, viene ricoperta di inchiostro e viene stampato il primo colore; la matrice viene poi ripulita e viene incisa nuovamente in modo più esteso, viene ricoperta con un inchiostro di un colore diverso dal precedente e viene eseguita la stampa sulla stessa superficie. Dato che le parti incise nella matrice non vengono stampate nell'immagine finale perché non può esserci contatto tra le due superfici al momento della stampa, ogni volta che si incide in modo sempre più esteso la stessa matrice, si crea un vuoto che non viene impresso nella stampa positiva. Questo vuoto è inizialmente minimo (viene quindi stampata una grande area nel positivo), ma via via che si incide la matrice sempre di più, cambiando vari colori, la parte vuota che non viene stampata nell'immagine finale cresce, lasciando esposti i colori precedentemente stampati.
Con tecniche di stampa come il monotipo l'artista può direttamente dipingere i colori sulla matrice come un pittore e poi stampare.

## Tecniche di stampa
Le stampe artistiche possono essere suddivise in tre tipologie in funzione della tecnica con cui è realizzata la matrice:
- Incisioni in rilievo: le incisioni nelle quali l'autore in fase di lavorazione asporta dalla matrice le parti che non devono ricevere l'inchiostro e lasciando quindi in rilievo le parti disegnate, che in fase di stampa ricevono l'inchiostro. Le principali sono la xilografia o silografia, linoleografia, chiaroscuro e camaieu.
- Incisioni in cavo: le incisioni ove la matrice, normalmente metallica, di rame, zinco o acciaio, viene scavata tracciando i solchi, più o meno profondi, in corrispondenza del disegno che si intende stampare; in fase di stampa l'inchiostro si ferma nei solchi e da qui è trasportato sul foglio; normalmente la lastra lascia sulla carta la caratteristica impronta in rilievo che ne delimita i bordi esterni. Le principali sono bulino, acquaforte, acquatinta, puntasecca, maniera nera, cera molle.
- Stampe in piano: stampe realizzate con una matrice, normalmente in pietra, la cui superficie rimane integra, ma, opportunamente trattata, può essere disegnata con matite grasse. In fase di stampa l'inchiostro tipografico aderisce solamente sulle parti disegnate ed è respinto dal resto della superficie. Questa è la tecnica della litografia

Queste tecniche possono essere usate in modo combinato.

### Xilografia

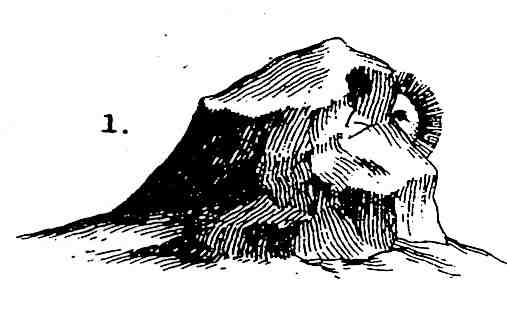
Esempio di xilografia.

La xilografia o silografia, è la più antica tecnica di stampa artistica e l'unica usata tradizionalmente in Estremo Oriente. Probabilmente venne sviluppata come tecnica per stampare fantasie sulle stoffe e nel V secolo in Cina veniva usato per stampare testi e immagini su carta. Le xilografie di immagini su carta si svilupparono in Europa intorno al 1400 e leggermente più tardi in Giappone.
L'artista traccia il disegno direttamente sul legno della matrice o su un foglio di carta per poi trasferirlo sul legno. Il legno è poi inciso asportando le parti non disegnate e il disegno rimane dunque in rilievo; l'autore del disegno e quello dell'incisione possono essere la stessa persona ma più comunemente si tratta di persone diverse, l'uno con abilità di disegnatore e l'altro di incisore. La matrice è poi inchiostrata, vi si sovrappone il foglio di carta leggermente umido e si stampa con il torchio. Per stampare con più colori si realizzano più matrici, su ciascuna delle quali si incide la parte del disegno da stampare con un singolo colore ed il foglio passa sotto al torchio tante volte quanti sono i colori da stampare.
Alcuni celebri artisti che hanno utilizzato questa tecnica sono Albrecht Dürer, Werner Drewes, Dulah Marie Evans, Hiroshige, Hokusai, Gustave Baumann, M. C. Escher.

### Incisione a bulino

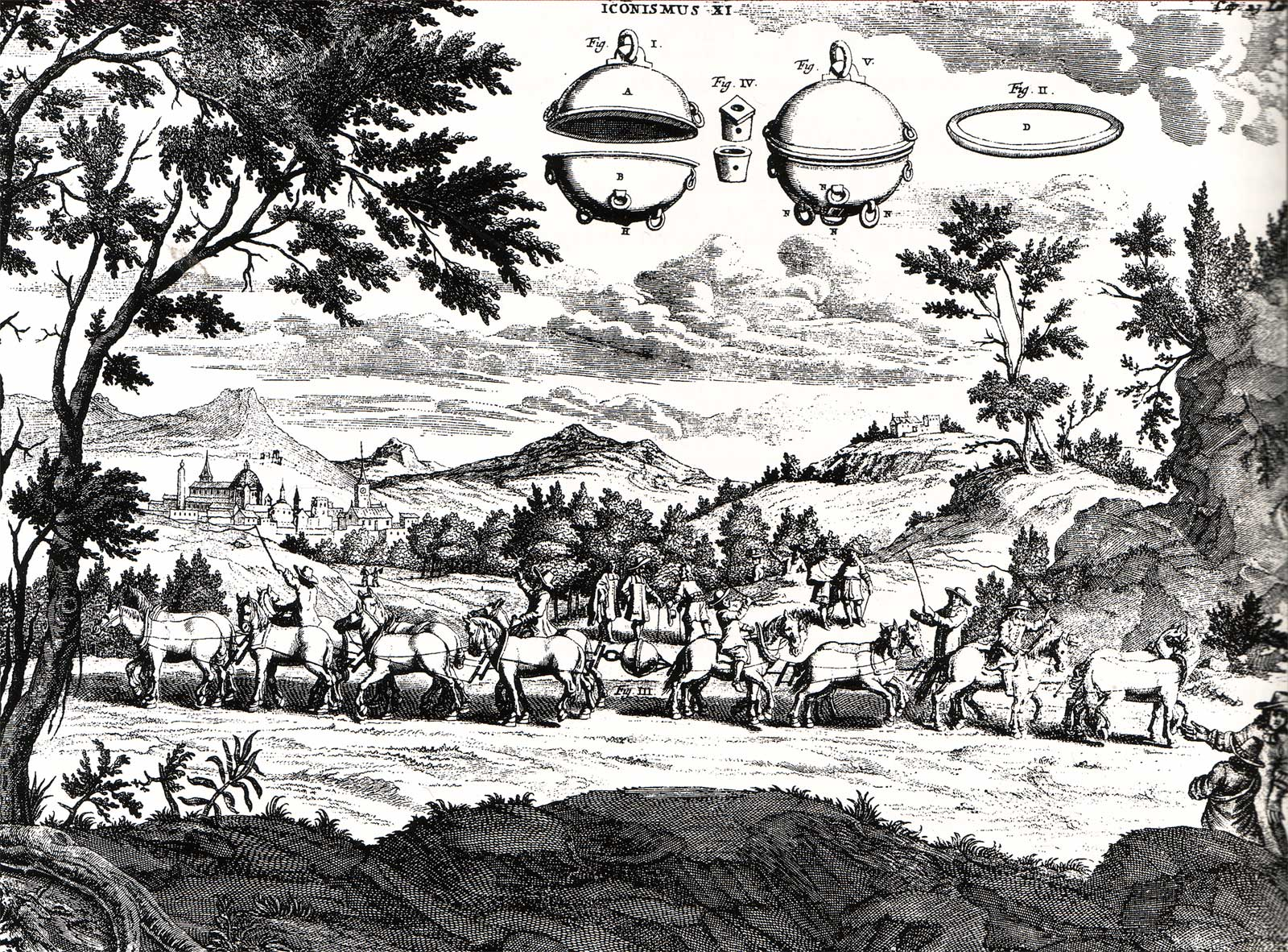
Esempio di stampa mediante incisione su una matrice in rame.

L'incisione a bulino è una tecnica per realizzare una matrice di stampa. L'incisore utilizza il bulino ovvero uno scalpello molto preciso ed affilato, generalmente con la punta a v, per incidere direttamente nel metallo (solitamente zinco o rame) il disegno desiderato. La tecnica del bulino permette di ottenere linee molto ferme, definite e pulite. Altri attrezzi usati sono il brunitoio e delle lame ricurve, indicati per ottenere una trama.
La matrice metallica è quindi inchiostrata e ripulita, lasciando l'inchiostro soltanto nei solchi delle linee incise. La matrice e il foglio di carta inumidito passano poi sotto il torchio.
Alcuni celebri artisti che hanno utilizzato questa tecnica sono William Blake, Albrecht Dürer, Andrea Mantegna, William Hogarth, Gustave Doré.

### Acquaforte

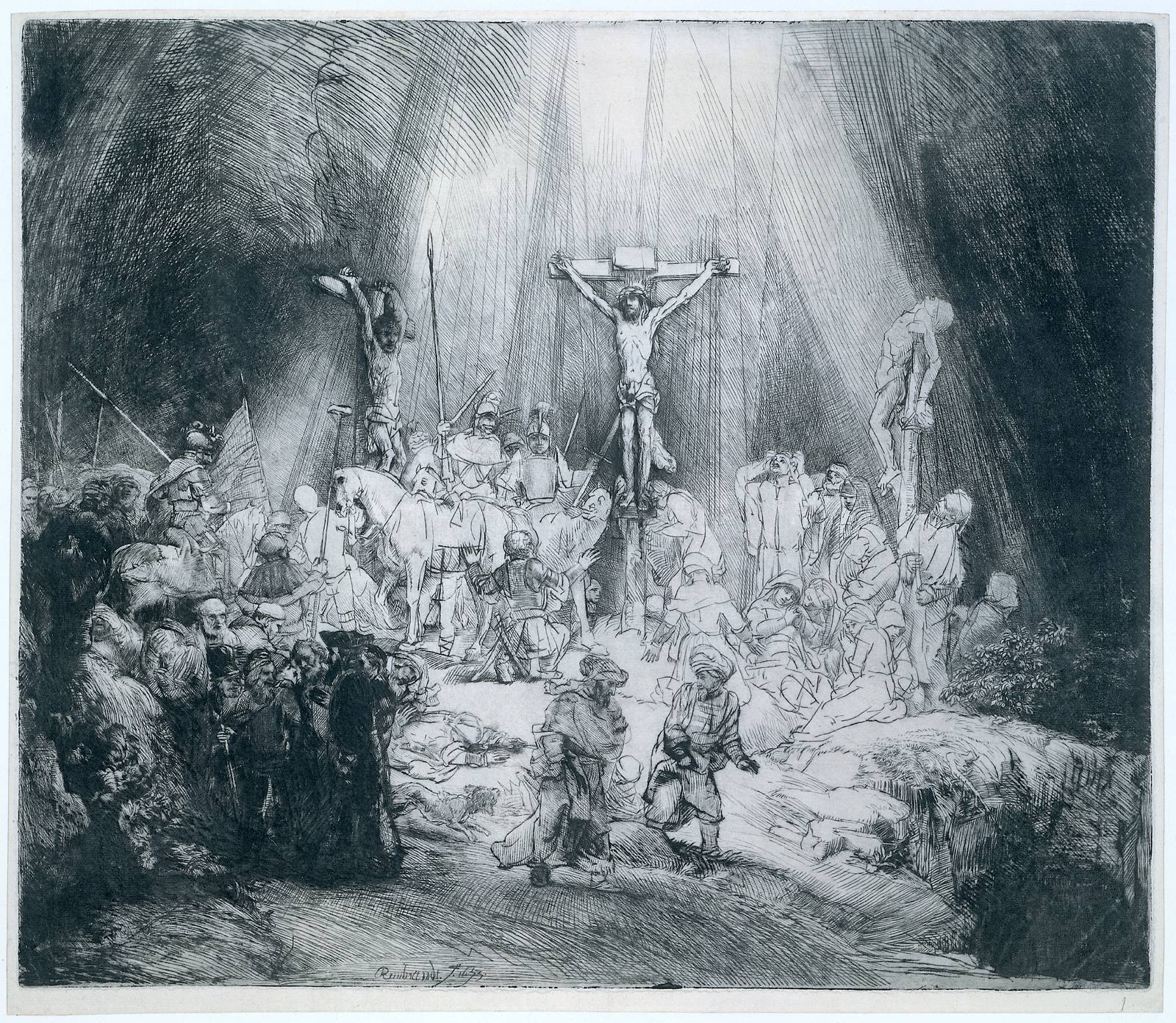
Esempio di acquaforte di Rembrandt.

L'acquaforte è un processo che si crede sia stato inventato da Daniel Hopfer ad Augusta, Germania. Col tempo, questa tecnica divenne popolare quanto l'incisione. Un grande vantaggio è dato dal fatto che per fare delle incisioni sono richieste conoscenze da esperti in metalli ed oreficeria in genere, mentre l'acquaforte è relativamente semplice da realizzare.
Le stampe con l'acquaforte sono generalmente molto lineari e spesso contengono dettagli rifiniti e contorni. La linea varia dal levigato all'abbozzo. L'acquaforte è l'opposto della xilografia dato che nell'acquaforte sono le fenditure a trattenere l'inchiostro e non le parti in rilievo. Nella tecnica pura, una placca di metallo viene ricoperta con una sostanza a base di cera. L'artista poi disegna sulla superficie con una punta di acciaio acuminato, togliendo in quel punto la copertura e quindi esponendo il metallo. La placca viene quindi immersa in un bagno di acido. L'acido corrode il metallo, dove è esposto. Il processo di stampa finale è identico a quello incisorio.
Alcuni celebri artisti che hanno utilizzato questa tecnica sono Albrecht Dürer, Rembrandt, Francisco Goya, Giovanni Battista Piranesi, Whistler, Jim Dine, Otto Dix, James Ensor, Dulah Marie Evans, Lucian Freud, Paul Klee, Einar Hakonarson, Edward Hopper, Horst Janssen, Käthe Kollwitz, Mauricio Lasansky, Brice Marden, Henri Matisse, Giorgio Morandi, Pablo Picasso, Peter Milton, Paula Rego e Cy Twombly.

### Mezzatinta

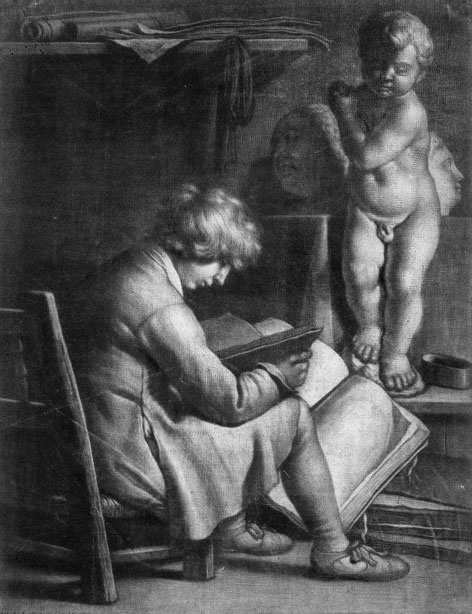
Esempio di mezzatinta.

La mezzatinta o maniera nera è una tecnica di incisione diretta inventata da Ludwig von Siegen nel 1642. Sviluppata nel corso del XVIII secolo principalmente da parte di artisti tedeschi e inglesi venne apprezzata per gli splendidi effetti pittorici, per i mezzi toni e i contorni sfumati che per via di tale tecnica si riuscivano a ottenere rendendola adatta soprattutto alla riproduzione di soggetti di figura.
La matrice in rame viene anzitutto lavorata per mezzo del passaggio uniforme, ripetuto e variato nelle direzioni, di una lama fittamente dentellata e dal profilo a mezzaluna (in ing. rocker, fr. bercau) che alza le barbe del metallo, successivamente in parte completamente eliminate per via del raschiatoio o parzialmente schiacciate attraverso il brunitoio, dando vita alle sfumature e variazioni peculiari di tale tecnica.

### Acquatinta

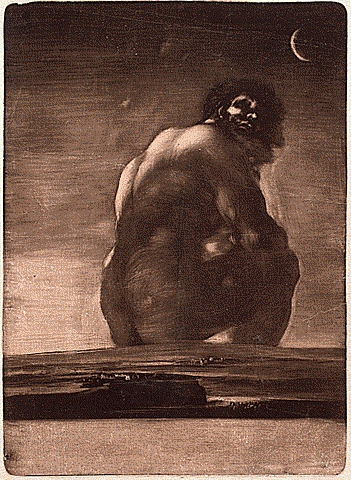
Esempio di acquatinta realizzato da Goya.

L'acquatinta è una variante dell'acquaforte e come in quest'ultima prevede l'uso dell'acido per marcare i tratti sulla matrice. Mentre con l'acquaforte viene utilizzato un punteruolo per tracciare l'immagine sulla matrice ricoperta con una sostanza cerata, nell'acquatinta viene utilizzata una resina resistente all'acido che crea così dei toni.
La variazione del tono viene controllata dal livello di esposizione dell'acido a contatto con la resina, ergo l'immagine viene creata sezione per sezione.

### Puntasecca
Una variante dell'incisione, realizzata con una punta affilata invece che con un bulino è la puntasecca. 
La matrice viene incisa direttamente con una punta metallica dura e acuminata. La punta, scalfendo il metallo, crea un solco ed alza dei filamenti metallici detti barbe che trattengono l'inchiostro dando un caratteristico segno morbido. Poiché la pressione della stampa distrugge rapidamente le barbe, la puntasecca è utile solo per piccole tirature: in alternativa si può ricorrere all'"acciaiatura", processo elettrochimico che aumenta la resistenza della matrice.
In origine, la Puntasecca veniva impiegata per rifinire le incisioni a bulino, ma fin dal XV secolo venne usata anche autonomamente, soprattutto in ambiente nordico. I migliori risultati vennero ottenuti dagli incisori olandesi, primo fra tutti Rembrandt.

### Giclée

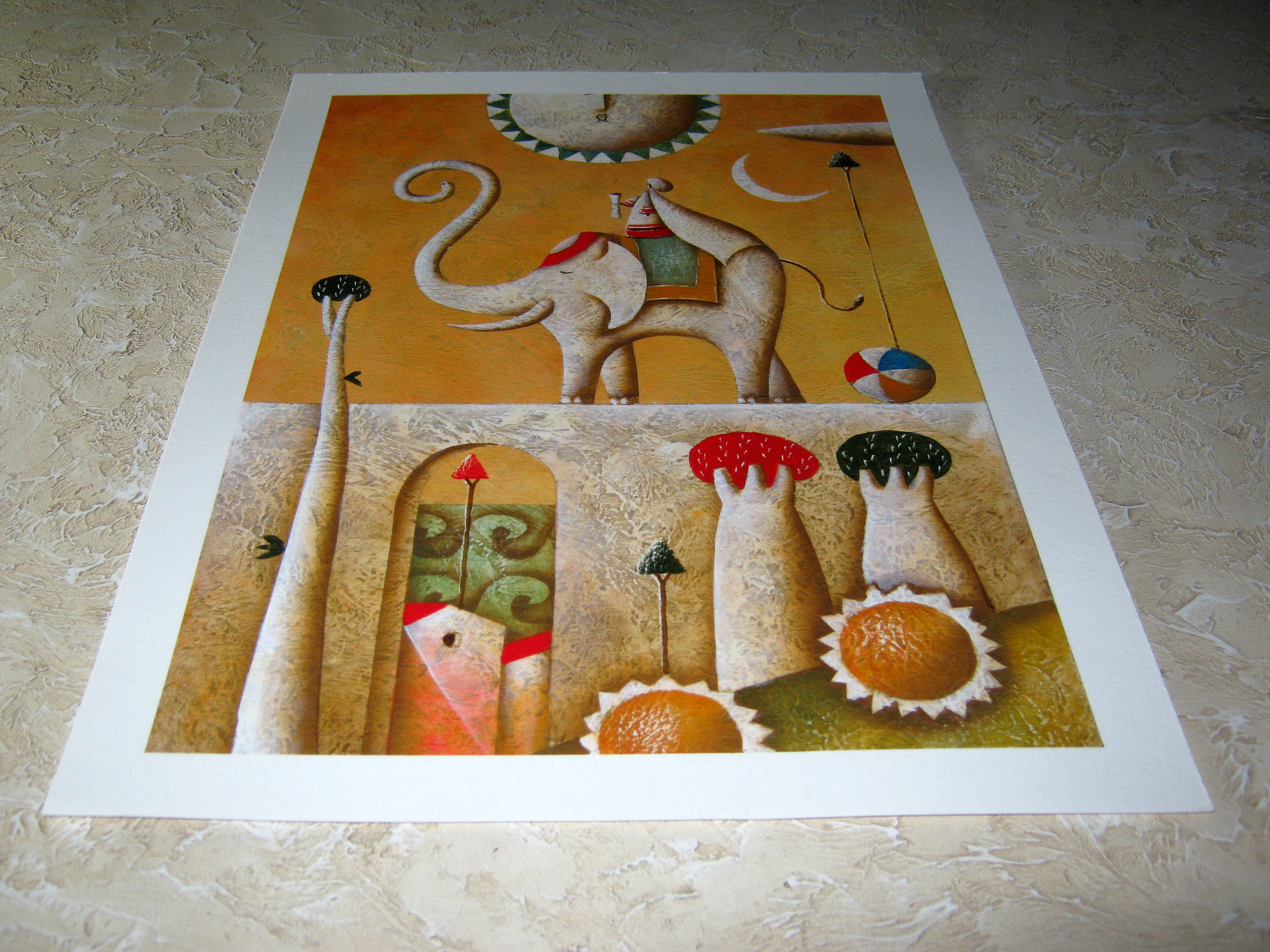
Stampa Giclée

Un Giclée è una riproduzione digitale ad alta definizione, stampata su plotter professionali di medio e grande formato a getto di inchiostro. La stampa Giclée può essere basata su inchiostri a pigmenti a base acqua (inodori ed atossici), o inchiostri a base solvente, meno ecologici e progressivamente sostituiti da inchiostri "eco-solvent" in cui i solventi sono formulati per avere un minore impatto ambientale. Il termine Giclée significa letteralmente "spruzzato" ed indica appunto la stampa ottenuta dall'azione dalla testa di stampa del plotter che, scorrendo lungo un binario, "spruzza" letteralmente miliardi di micro gocce di inchiostro, fino a formare l'immagine richiesta. La stampa Giclée è giunta nel tempo a livelli tecnologici altissimi, e a livelli di riduzione del diametro delle gocce di inchiostro (microdrops), tali da raggiungere una definizione di stampa mai raggiunta dalle tradizionali tecniche di stampa. La stampa Giclée utilizza, a seconda delle macchine impiegate, fino a 10 colori differenti a differenza di appena quattro colori impiegati nella stampa offset, col risultato che il Gamut, ossia la gamma di colori e sfumature ottenibili, è notevolmente più ampio rispetto alla tradizionale stampa offset in quadricromia. La stampa, rispetto alla litografia tradizionale, risulta più brillante, definita e ricca di sfumature. Fondamentale per la stampa Giclée basata su inchiostri a base acqua è l'utilizzo di supporti di stampa appositamente preparati con spalmature atte ad imprigionare le microgocce di inchiostro e farle asciugare in brevissimo tempo, senza l'utilizzo di forni e senza aloni o imperfezioni. Esistono infatti carte e canvas appositamente creati per l'utilizzo Giclée, che permettono di raggiungere risultati di altissimo livello nella qualità di restituzione dell'immagine fotografica e artistica. Altro fattore importante per l'ottenimento di una stampa Giclée di alta qualità è la presenza di un software dedicato, che viene utilizzato per la migliore traduzione dei valori cromatici dell'immagine nella stampa.
Il Giclée è stato sviluppato originariamente come un sistema d'impermeabilità per la stampa litografica commerciale, introdotto a metà degli anni 80, ma successivamente è stato riscontrato che le presse non riescono a riprodurre la qualità e i colori del Giclée. Grazie alla loro qualità, le riproduzioni in Giclée si sono affermate tra i nuovi tesori del mondo dell'arte, desiderate da collezionisti per la loro fedeltà e qualità, e spesso esposte in mostra nei musei e nelle gallerie d'arte.
La stampa Giclée ha rivoluzionato il mondo della riproduzione d'arte e fotografica, permettendo di raggiungere, in ambiente professionale, risultati mai ottenuti prima. Essa viene sempre più utilizzata negli ambiti della conservazione, dell'arte contemporanea, della fotografia professionale, e nell'editoria di riproduzioni d'arte, che ha trovato in questa tecnica di stampa, la possibilità di riprodurre capolavori della storia dell'arte con una fedeltà paragonabile alle opere originali. Gli inchiostri a pigmenti, sempre più dotati di certificazioni internazionali e di garanzie di resistenza in condizioni normali d'uso (senza eccessivo irraggiamento UV e in condizioni di umidità non estreme) di alcuni decenni, garantiscono la realizzazione di riproduzioni di alta qualità e durata.
La tecnica di stampa Fine-Art Giclée, grazie all'elevata qualità delle riproduzioni e la brillantezza dei colori rispetto alle tecniche di stampa tradizionali, è progressivamente diventata la preferita da artisti, gallerie d'arte e musei di tutto il mondo. In ambito industriale ha trovato inizialmente un grande sviluppo negli Stati Uniti, e progressivamente in Europa, dove alcune aziende, anche italiane, la impiegano nelle loro edizioni d'arte.

### Litografie fine art
La Litografia Fine Art, utilizzata negli ultimi anni come alternativa al Giclée, è una tecnica di stampain continua espansione. Si tratta di una riproduzione digitale ad alta definizione a getto d'inchiostro, che viene realizzata da macchine professionali fotografiche di medio formato (le stampe più diffuse: 24x33cm, 33x42,5cm, 33x48cm, 33x50cm, 33x66,7cm, 33x70cm). Si differenzia dal Giclée per alcuni aspetti, come il numero di colori utilizzati per un massimo di 2 neri + 3 colori (ciano, magenta, giallo) e per il costo del processo di stampa che permette di effettuare tirature anche molto alte con prezzi contenuti, grazie proprio alla limitazione del numero degli inchiostri e la loro composizione meno densa. Si hanno così stampe d'arte di alta qualità, eleganti e con colori molto simili all'opera originale fornita in file digitale.  

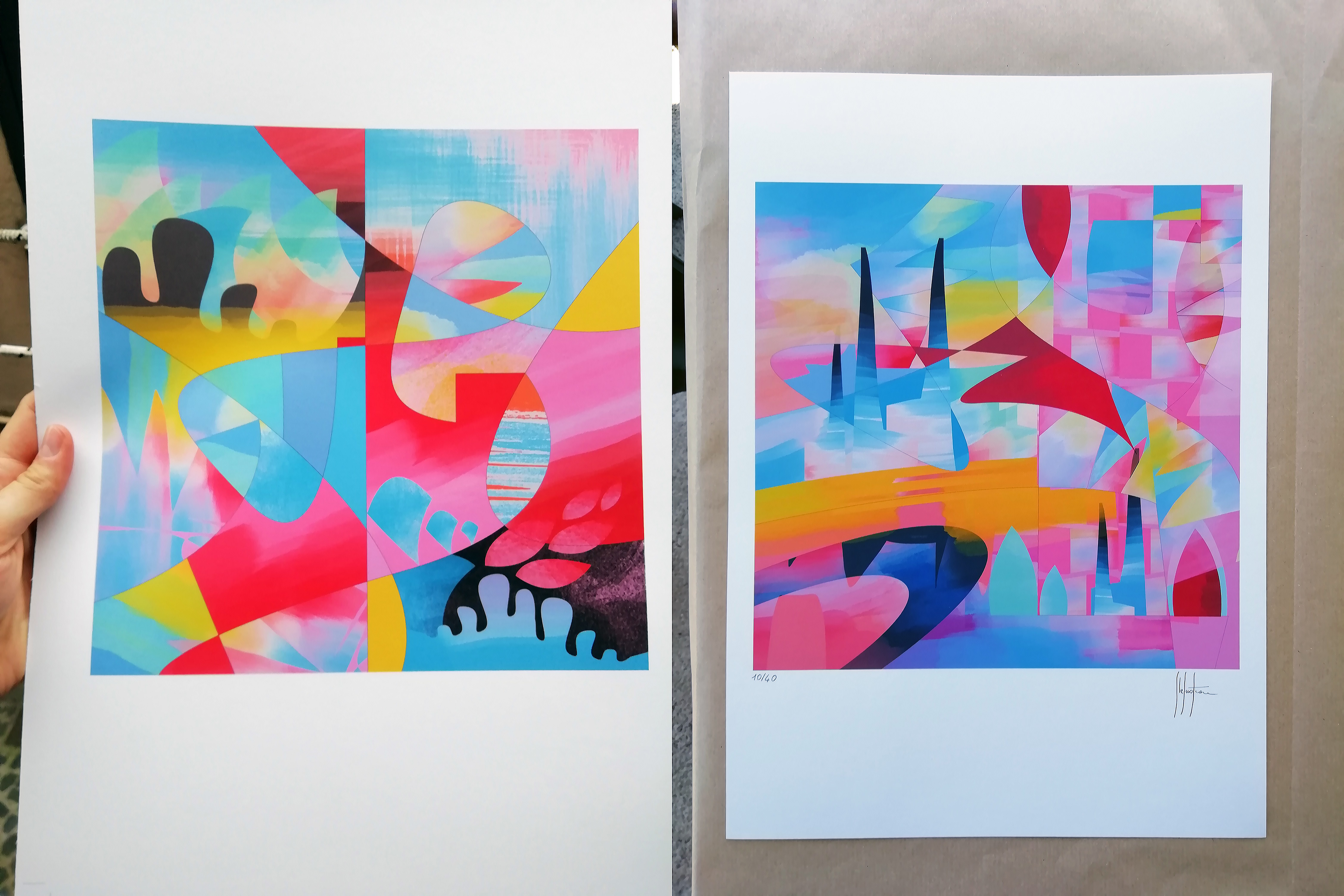
Opere astratte, litografie fine art che l'artista Stefano Fiore realizza nel suo studio

La Litografia Fine Art per mezzo di testine di stampa (ugelli) rilascia gocce di inchiostro liquido ad alto assorbimento e permette quindi una buonissima resa su carte martellate SFC ma anche su carte opache non patinate. Si hanno risultati migliori con carte martellate, come la Tintoretto Gesso e Tintoretto Neve, mentre su carte lisce e ruvide vediamo la Fabriano con la più diffusa Fabriano F4, le lisce con la Tecnico6 e la Uno, per passare alle più pregiate Rosaspina e la Tiziano; sempre su carte lisce e ruvide possiamo vedere la Favini Prisma Ruvido e la Favini liscio 220gr, infine vediamo la Blasetti Liscio e Ruvido da 220gr e possiamo andare su carte più costore come la Canson BFK Rives e la Arches.
La maggior parte delle stampe litografiche fine art vengono effettuate su carte prive di acidi e di sostanze chimiche, questo garantisce una resa duratura negli anni. Queste carte con alta resa sono tutte SFC, ovvero carte e cartoncini che provengono soltanto da foreste certificate (sfc puro, sfc misto, sfc riciclato).
Tra gli artisti contemporanei che dal 2010 ad oggi si sono inseriti nel mercato dell'arte contemporanea con le litografie fineart, possiamo citare: Silvano Annibali (Assistente in studio dell'artista Renato Mambor), Antonio Maragnani (della scuola romana di Schifano), Roberta Correnti (una delle artiste più significative dell'arte del centro italia), Stefano Fiore (artista romano multidisciplinare che si ispira al cubismo e all'arte precolombiana), Gianpaolo Berto (grande maestro d'arte, uno dei pochi artisti ammessi allo studio di De Chirico, di Guttuso e Picasso), Eugenio Rattà, Giuseppe Zingaretti, Giulio Cesare Matusali, David D'Amore, Massimo Livadiotti, Marilena Pasini, Pierluigi Berto, Giorgia Marzi, Luigi Moriggi, Patrizia Simonetti, Fausto D'Orazio, Rakele Tombini, Eclario Barone, Alberto Vannetti, David Ovidi, Mauro Romano ed altri ancora a livello nazionale ed internazionale.

### Serigrafia
La serigrafia, anche se riproposta nell'uso da circa 60 anni, ha origini antichissime ed è forse 
il più antico metodo per la riproduzione di disegni e decorazioni. Nasce infatti in Estremo Oriente oltre 2000 anni fa, per riprodurre disegni su stoffa, decorazioni e quant'altro. La matrice era un telaio in seta sul quale si faceva la traccia del disegno da riprodurre, poi si coprivano con la cera quelle parti che non servivano, lasciando scoperte solo quelle da 
riprodurre; il colore passava attraverso il tessuto, tramite la pressione di un tampone, depositandosi sulla stoffa, carta ed altri materiali. Oggigiorno il meccanismo è lo stesso anche se non si usa più il telaio in seta ma in nylon, che risulta molto più resistente e stabile, non si usa il tampone ma uno spremitore.

## Stampatore d'arte
Lo stampatore d'arte è quella figura del mondo dell'arte visiva che si occupa della riproduzione di opere originali, insieme ed in collaborazione con l'autore dell'opera, con tecniche di stampa d'arte quali la calcografia, la litografia, la serigrafia, la xilografia, utilizzando esclusivamente procedure manuali, sia per la scomposizione dei colori sia per la stampa vera e propria, che deve essere effettuata con torchi manuali, senza ausilio di procedimenti fotomeccanici, nel rispetto della tradizione artigianale della grafica d'autore.
Tra i più noti stampatori d'arte vi sono: Giorgio Upiglio, Milano; Roberto Bulla, Roma; Patrizio de Lollis, Palermo.